# Pampa gulyajáró
A pampa gulyajáró (Molothrus rufoaxillaris) a madarak osztályának verébalakúak (Passeriformes) rendjébe, azon belül a csirögefélék (Icteridae) családjába tartozó faj.

## Rendszerezése
A fajt John Cassin amerikai ornitológus írta le 1866-ban.

## Előfordulása
Dél-Amerikában, Argentína, Bolívia, Brazília, Paraguay és Uruguay területén honos. Természetes élőhelyei a szubtrópusi és trópusi erdők és füves puszták, valamint szántóföldek és legelők. Állandó, nem vonuló faj.

## Megjelenése
A hím átlagos testhossza 20,3 centiméter, testtömege 58 gramm, a tojóé 19,2 centiméter és 48,8 gramm.

## Életmódja
Rovarokkal és más ízeltlábúakkal és magvakkal táplálkozik.

## Szaporodása
Mint a többi gulyajáró, ez a faj is költésparazita, azaz a tojásait idegen madárfaj fészkébe rakja.

## Természetvédelmi helyzete
Az elterjedési területe rendkívül nagy, egyedszáma pedig stabil. A Természetvédelmi Világszövetség Vörös listáján nem fenyegetett fajként szerepel.